# Centre pour l'Édition Électronique Ouverte
Il Centre pour l'Édition Électronique Ouvert (lett. "Centro per la Pubblicazione Elettronica Aperta") è un consorzio di enti pubblici francesi che gestisce il portale web OpenEdition.org. Il sito ospita le piattaforme Calenda, Hypotheses, OpenEdition Books e Open Edition Journals.
Ad esso collaborano l'Università di Aix-Marseille, il Centro Nazionale della Ricerca Scientifica, la Scuola di Studi Superiori nelle Scienze Sociali e l'Università statale di Avignone e di Vauclause.  La sede operativa e legale è a Marsiglia.
Il centro cura la pubblicazione di riviste e monografie accademiche, nel campo delle discipline umanistiche e delle scienze sociali. consultabili e scaricabili gratuitamente in modalità open access, sia rilasciate con licenza aperta che con attribuzione del diritto d'autore.
Journals.openedition.org contiene una lista di circa un centinaio di pubblicazioni. Fino al 31 dicembre 2017 il suo nome era revues.org. Il CEEO gestisce anche un blog relativo ai temi dell'Open Access.